# Andrija, vojvoda Kalabrije
Andrija, vojvoda Kalabrije (30. listopada 1327. – 18. rujna 1345.) bio je prvi suprug Ivane I., kraljice Napulja. Kao kraljičin muž, Andrija je bio kralj suprug.

## Životopis
Andrijini su roditelji bili kralj Karlo I. Robert, vladar Ugarske i Elizabeta Poljska, ugarska kraljica. Elizabeta je bila treća supruga Karla Roberta. Godine 1334., Andrija (talijanski Andrea) je zaručen za svoju sestričnu Ivanu, koja je bila unuka i nasljednica Roberta, kralja Napulja. Ivana i Andrija su oboje bili Anžuvinci. Kralj Robert umro je 1343. te je Ivana postala kraljica vladarica Napulja.
Uz dozvolu pape Klementa VI., Ivana je okrunjena u kolovozu 1344. godine. Bojeći se za svoj život, Andrija je pisao svojoj majci, Elizabeti, da će pobjeći iz kraljevine. Elizabeta je intervenirala i posjetila je Napulj, pa je papa Klement odlučio dopustiti Andrijinu krunidbu. Elizabeta je sinu darovala prsten.

## Smrt
Andrija je ubijen te je njegova smrt loše utjecala na Ivaninu vladavinu, premda je Ivana oslobođena svih optužbi. Ivanin i Andrijin sin bio je kratkoživući Karlo Martel, koji je umro u Kraljevini Ugarskoj. 